# Csehszlovák női kézilabda-bajnokság (első osztály)
A Csehszlovák női kézilabda-bajnokság első osztálya a legmagasabb osztályú csehszlovák női kézilabda-bajnokság volt. A bajnokságot 1950 és 1993 között rendezték meg, utána Csehszlovákia felbomlása miatt cseh és szlovák bajnokságokat rendeznek. A legeredményesebb klub a Sparta Praha (Bratrství Sparta Praha, Spartak Praha Sokolovo).
A kézilabda mellett a házená nevű, cseh eredetű, a kézilabdára nagyon hasonlító játékban már korábban is volt országos bajnokság (és a nagypályás kézilabdával ellentétben egészen napjainkig rendeznek bajnokságot). Mivel az 1950-es évektől a kézilabdát is házenának hívták, ezért innentől kezdve česká, majd národní házená néven különböztették meg.

## Kispályás bajnokságok
| Év   | 1. hely                | 2. hely                  | 3. hely                  |
| ---- | ---------------------- | ------------------------ | ------------------------ |
| 1950 | Bratrství Sparta Praha | Dynamo Slavia Praha      | Obchodní domy Olomouc    |
| 1951 | –                      |                          |                          |
| 1952 | –                      |                          |                          |
| 1953 | Spartak Praha Sokolovo | Tatran Olomouc           | Spartak Praha Stalingrad |
| 1954 | Spartak Praha Sokolovo | Spartak Praha Stalingrad | Dynamo Praha             |
| 1955 | Spartak Praha Sokolovo | Slavoj Praha             | Lokomotíva Bratislava    |
| 1956 | Lokomotíva Bratislava  | Slovan Plzeň             | Spartak Praha Sokolovo   |
| 1957 | –                      |                          |                          |
| 1958 | Spartak Praha Sokolovo | Slavoj Praha             | Slovan Plzeň             |
| 1959 | Spartak Praha Sokolovo | Spartak Praha Stalingrad | Dynamo Praha             |
| 1960 | Dynamo Praha           | Spartak Praha Stalingrad | Spartak Praha Sokolovo   |
| 1961 | Spartak Praha Sokolovo | Slavoj Zora Olomouc      | Dynamo Praha             |
| 1962 | ČKD Praha              | Spartak Praha Sokolovo   | Štart Bratislava         |
| 1963 | ČKD Praha              | Spartak Praha Sokolovo   | Štart Bratislava         |
| 1964 | ČKD Praha              | Štart Bratislava         | Spartak Praha Sokolovo   |
| 1965 | Bohemians Praha        | Slovan Plzeň             | Slavoj Zora Olomouc      |
| 1966 | Bohemians Praha        | Štart Bratislava         | Slavoj Zora Olomouc      |
| 1967 | Slavoj Zora Olomouc    | Štart Bratislava         | Bohemians Praha          |
| 1968 | Bohemians Praha        | Slavoj Zora Olomouc      | Jiskra Hlohovec          |
| 1969 | Odeva Hlohovec         | Bohemians Praha          | Slavoj Zora Olomouc      |
| 1970 | Odeva Hlohovec         | Inter Bratislava         | Plastika Nitra           |
| 1971 | Plastika Nitra         | Inter Bratislava         | Odeva Hlohovec           |
| 1972 | Plastika Nitra         | Inter Bratislava         | Odeva Hlohovec           |
| 1973 | Odeva Hlohovec         | Slavoj Zora Olomouc      | Inter Bratislava         |
| 1974 | TJ Gottwaldov          | Odeva Hlohovec           | Štart Bratislava         |
| 1975 | Inter Bratislava       | Odeva Hlohovec           | Štart Bratislava         |
| 1976 | Štart Bratislava       | Odeva Hlohovec           | Slavoj Zora Olomouc      |
| 1977 | TJ Gottwaldov          | Inter Bratislava         | Štart Bratislava         |
| 1978 | Inter Bratislava       | TJ Gottwaldov            | Slovan Duslo Šaľa        |
| 1979 | Inter Bratislava       | Iskra Partizánske        | Lokomotíva Prešov        |
| 1980 | Iskra Partizánske      | TJ Gottwaldov            | Inter Bratislava         |
| 1981 | Iskra Partizánske      | Štart Bratislava         | Inter Bratislava         |
| 1982 | Štart Bratislava       | Družstevník Topoľníky    | Iskra Partizánske        |
| 1983 | Štart Bratislava       | Iskra Partizánske        | ZVL Prešov               |
| 1984 | ZVL Prešov             | Družstevník Topoľníky    | Iskra Partizánske        |
| 1985 | Iskra Partizánske      | Štart Bratislava         | Družstevník Topoľníky    |
| 1986 | ZVL Prešov             | Iskra Partizánske        | Štart Bratislava         |
| 1987 | ZVL Prešov             | Štart Bratislava         | Inter Bratislava         |
| 1988 | Iskra Partizánske      | TJ Gottwaldov            | ZVL Prešov               |
| 1989 | ZVL Prešov             | Iskra Partizánske        | Inter Bratislava         |
| 1990 | Slovan Duslo Šaľa      | Iskra Partizánske        | Inter Bratislava         |
| 1991 | Slavia Praha           | Slovan Duslo Šaľa        | Tempo Partizánske        |
| 1992 | Slovan Duslo Šaľa      | Slavia Praha             | Tempo Partizánske        |
| 1993 | Slovan Duslo Šaľa      | Družstevník Topoľníky    | Slavia Praha             |

## Házená bajnokságok
| Év   | 1. hely                          | 2. hely                          | 3. hely                                          |
| ---- | -------------------------------- | -------------------------------- | ------------------------------------------------ |
| 1921 | SK Pardubice                     | Hanácká Slavia Kroměříž          | SK Mělník? és Čechie Beroun                      |
| 1922 | Meteor Vinohrady                 | SK Kyjov                         |                                                  |
| 1923 | Slovácká Slavia Uherské Hradiště | SS Třebíč                        | Čechie Praha I. és SK Nový Bydžov                |
| 1924 | Čechie Praha I.                  | Slovácká Slavia Uherské Hradiště | SK Pacov és SK Nový Bydžov                       |
| 1925 | Achilles Brno                    | Čechie Praha I.                  | SK Nový Bydžov és SK Pacov                       |
| 1926 | SK Slavia                        | Baťa Zlín                        |                                                  |
| 1927 | Baťa Zlín                        | SK Slavia                        | SK Doudlevce?                                    |
| 1928 | Achilles Brno                    | SK Slavia                        | Baťa Zlín és SK Hlinsko?                         |
| 1929 | SK Slavia                        | SK Kyjov                         | SK Hlinsko                                       |
| 1930 | SK Kyjov                         | SK Slavia                        | ? és SK Hlinsko                                  |
| 1931 | SK Kyjov                         | SK Mělník                        |                                                  |
| 1932 | SK Kyjov                         | SK Slavia                        |                                                  |
| 1933 | SK Slavia                        | SK Kyjov                         | SK Mělník és ?                                   |
| 1934 | SK Židenice                      | SK Slavia                        |                                                  |
| 1935 | SK Slavia                        | SK Židenice                      | Úředníci Karlín és SK Velké Meziříčí             |
| 1936 | SK Židenice                      | Úředníci Karlín                  | Baťa Zlín és SK Slavia                           |
| 1937 | SK Židenice                      | Úředníků Karlín                  | Baťa Zlín és ?                                   |
| 1938 | —                                |                                  |                                                  |
| 1939 | SK Olomouc ASO                   | Rapid Vinohrady                  | SK Velké Meziříčí és Úředníků Karlín             |
| 1940 | SK Olomouc ASO                   | Rapid Vinohrady                  | SK Židenice és Úředníků Karlín?                  |
| 1941 | SK Olomouc ASO                   | NSK Praha                        | SK Židenice? és SK Praha XIX.                    |
| 1942 | SK Olomouc ASO                   | NSK Praha                        | ? és SK Praha XIX.                               |
| 1943 | SK Olomouc ASO                   | SK Praha XIX.                    | SK Rokytnice? és NSK Praha                       |
| 1944 | SK Olomouc ASO                   | NSK Praha                        | SK Valašské Meziříčí és Ikar Kukleny             |
| 1945 | —                                |                                  |                                                  |
| 1946 | SK Olomouc ASO                   | Ikar Kukleny                     | SK Královo Pole és Slavoj Mladá Boleslav         |
| 1947 | SK Olomouc ASO                   | Sparta Dejvice                   | Sokol Velké Meziříčí és Sokol Náchod             |
| 1948 | Sokol Olomouc ASO                | Sokol Republikán Praha XIX.      | ZKGZ Královo Pole és Sokol Náchod                |
| 1949 | Sokol OD Olomouc                 | Sokol Praha XIX. Podbaba         | NV Bratislava                                    |
| 1950 | Sokol Uherské Hradiště           | Sokol Náchod                     | ČSSZ Písek                                       |
| 1951 | Sokol Kovosvit Sezimovo Ústí     | Sokol Uherské Hradiště           | Dynamo Slavia Praha                              |
| 1952 | Dynamo Slavia Praha              | Sokol Uherské Hradiště           | ZVIL Plzeň                                       |
| 1953 | Jiskra Náchod ZZN                | Jiskra Liberec                   | Spartak Plzeň ZVIL                               |
| 1954 | Spartak Gottwaldov               | Jiskra Náchod ZZN                | Spartak Uherské Hradiště és Spartak Plzeň LZ     |
| 1955 | Jiskra Náchod ZZN                | Spartak Gottwaldov               | Jiskra Jihlava Modeta                            |
| 1956 | Jiskra Náchod ZZN                | Spartak Gottwaldov               | Lokomotiva Přerov                                |
| 1957 | Spartak Gottwaldov               | Jiskra Náchod ZZN                | Spartak Nusle Závody 9. května                   |
| 1958 | Slovan Jihlava                   | TJ Znojmo                        | Spartak Nusle Závody 9. května                   |
| 1959 | Dynamo Jihlava                   | Spartak Praha Závody 9. května   | Tatran Ostroh                                    |
| 1960 | Spartak Praha Závody 9. května   | Dynamo Jihlava                   | Spartak Kunovice                                 |
| 1961 | Spartak Kunovice                 | Spartak Praha Závody 9. května   | Jiskra Náchod                                    |
| 1962 | SPP Kunovice                     | Dynamo Jihlava                   | Jiskra Náchod                                    |
| 1963 | SPP Kunovice                     | ČZG Náchod                       | Dynamo Jihlava és Spartak Nusle Závody 9. května |
| 1964 | SPP Kunovice                     | ČZG Náchod                       | Dynamo Jihlava és Spartak PV Praha 4             |
| 1965 | SPP Kunovice                     | ČZG Náchod                       | Dynamo Jihlava és Spartak Praha 4                |
| 1966 | Dynamo Jihlava                   | Rubena Náchod                    | Spartak Praha 4                                  |
| 1967 | Rubena Náchod                    | Spartak Praha 4                  | Dynamo Jihlava                                   |
| 1968 | Rubena Náchod                    | VOKD Poruba                      | Spartak Praha 4                                  |
| 1969 | Rubena Náchod                    | VOKD Poruba                      | Spartak Praha 4                                  |
| 1970 | Rubena Náchod                    | VOKD Poruba                      | BOPO Třebíč                                      |
| 1971 | Rubena Náchod                    | VOKD Poruba                      | Spartak Praha 4                                  |
| 1972 | VOKD Poruba                      | Rubena Náchod                    | Spartak Praha 4                                  |
| 1973 | VOKD Poruba                      | Rubena Náchod                    | Spartak Praha 4                                  |
| 1974 | VOKD Poruba                      | TJ Náchod                        | Spartak Praha 4                                  |
| 1975 | VOKD Poruba                      | TJ Náchod                        | Spartak Praha 4                                  |
| 1976 | VOKD Poruba                      | TJ Náchod                        | Šroubárna Žatec                                  |
| 1977 | VOKD Poruba                      | Jiskra Havlíčkův Brod            | TJ Dobruška                                      |
| 1978 | TJ Vítkovice                     | VOKD Poruba                      | Šroubárna Žatec                                  |
| 1979 | TJ Dobruška                      | VOKD Poruba                      | TJ Vítkovice                                     |
| 1980 | TJ Náchod                        | TJ Vítkovice                     | TJ Dobruška                                      |
| 1981 | TJ Vítkovice                     | Jiskra Havlíčkův Brod            | Šroubárna Žatec                                  |
| 1982 | TJ Vítkovice                     | Jiskra Havlíčkův Brod            | Šroubárna Žatec                                  |
| 1983 | Jiskra Havlíčkův Brod            | TJ Vítkovice                     | TJ Dobruška                                      |
| 1984 | Jiskra Havlíčkův Brod            | VOKD Poruba                      | Spartak Hlinsko                                  |
| 1985 | Jiskra Havlíčkův Brod            | VOKD Poruba                      | Spartak Hlinsko                                  |
| 1986 | Spartak Praha 4                  | Spartak Hlinsko                  | VOKD Poruba                                      |
| 1987 | Spartak Praha 4                  | TJ Vítkovice                     | Spartak Hlinsko                                  |
| 1988 | Spartak Praha 4                  | TJ Náchod                        | Spartak Hlinsko                                  |
| 1989 | Spartak Praha 4                  | TJ Dobruška                      | TJ Přeštice                                      |
| 1990 | Spartak Praha 4                  | TJ Přeštice                      | TJ Dobruška                                      |
| 1991 | Jiskra Havlíčkův Brod            | TJ Pustějov                      | TJ Dobruška                                      |
| 1992 | Jiskra Havlíčkův Brod            | Spartak Praha 4                  | TJ Přeštice                                      |
| 1993 | Jiskra Havlíčkův Brod            | Sokol Dobruška                   | Lokomotiva Chomutov                              |

## Lásd még
- Csehszlovák férfi kézilabda-bajnokság (első osztály)
- Cseh női kézilabda-bajnokság (első osztály)
- Szlovák női kézilabda-bajnokság (első osztály)